# Michael Yani
Michael Yani (Singapura, 31 de Dezembro de 1980) é um tenista profissional naturalizado estadunidense. Seu melhor ranking na ATP é de n. 146, em 2010. Foi bem-sucedido no qualificatório de Wimbledon, em 2009, mas perdeu na primeira rodada para o tenista da Alemanha, Simon Greul.